# Sad Eyed Lady of the Lowlands
Sad Eyed Lady of the Lowlands ist ein über elfminütiges Lied, mit dem Bob Dylan sein siebentes Studioalbum Blonde on Blonde 1966 beendete.

## Entstehung
Dylan war frustriert, weil die Arbeiten an Blonde on Blonde nur langsam vorankamen, und nahm den Vorschlag seines Produzenten Bob Johnston an, die Aufnahme-Sessions von New York nach Nashville zu verlegen. Dies hatte zur Folge, dass auch der Gitarrist Robbie Robertson und der Orgelspieler Al Kooper in die Aufnahmen involviert wurden.
Die Arbeiten an Sad Eyed Lady of the Lowlands begannen kurz nach Dylans Hochzeit mit Sara Lowndes. Am 15. Februar 1966 fing die Session erst um 18 Uhr abends an; Dylan arbeitete noch am Text, während sich die Musiker die Zeit vertrieben. Erst um vier Uhr nachts begannen die eigentlichen Aufnahmen.
Die Band probte das Stück, während Dylan noch an der Struktur weiterarbeitete. Schlagzeuger Kenny Buttrey bemerkte später: “If you notice that record, that thing after like the second chorus starts building and building like crazy, and everybody’s just peaking it up ’cause we thought, man, this is it...This is gonna be the last chorus and we’ve gotta put everything into it we can. And he played another harmonica solo and went back down to another verse and the dynamics had to drop back down to a verse kind of feel...After about ten minutes of this thing we’re cracking up at each other, at what we were doing. I mean, we peaked five minutes ago. Where do we go from here?”
Insgesamt wurden vier Takes des Songs aufgenommen, die aber nicht alle komplett sind. So wurde Take 2 zum Beispiel unterbrochen. Der fertige Song stellte sich als langsamer Folk-Rocker heraus, mit einer Laufzeit von über elf Minuten. Er sollte schließlich die komplette vierte Seite der Doppel-LP ausfüllen. Sad Eyed Lady of the Lowlands ist damit einer von inzwischen sechs Songs von Dylan, die eine Laufzeit von über zehn Minuten haben.

## Der Songtext
Der Song besteht aus fünf Strophen, die allesamt mit Refrain aus 13 Verszeilen bestehen. Das ungewöhnliche Reimschema kann mit AAABCCCBDDDEE, FFFBGGGBDDDEE etc. beschrieben werden, wobei DDDEE den fünfmal wiederholten Refrain darstellt. Dylan nutzt die dichterische Freiheit für die verwendeten Reime wie zum Beispiel in lowlands – comes – drums.
Laut dem 1976 erschienenen Song Sara auf dem Album Desire schrieb Dylan das Stück für seine frischgebackene Ehefrau Sara Lowndes. Auch schon davor war das Lied von Biografen, Kritikern und Fans als eine Art Hochzeitslied beschrieben worden. Der Songtext lebt überwiegend davon, die Attribute der ominösen Sad Eyed Lady zu beschreiben, gefolgt von einer rhetorischen Frage und dem Refrain. Die angesprochene Dame selbst kommt im Lied nicht zu Wort. Unterm Strich drückt das lyrische Ich große Zuneigung und Liebe für die besungene Frau aus.
Schon vor Dylans offizieller Zusicherung, dass er das Stück für seine frischgebackene Ehefrau geschrieben habe, wiesen Musikjournalisten auf die Auffälligkeiten hin, die dafür sprechen. Lowndes' Vita ließ sich leicht mit dem Liedtext in Verbindung bringen; so etwa die Passage um den magazine husband, von dem sich die Dame scheiden ließ – ein Hinweis auf ihre erste Ehe.

## Besetzung
- Bob Dylan – Gesang, Mundharmonika
- Hargus „Pig“ Robbins – Klavier
- Al Kooper – Orgel
- Charlie McCoy – Gitarre
- Wayne Moss – Gitarre
- Joe South – Bass
- Kenny Buttrey – Schlagzeug

## Der Song im Gesamtwerk Dylans
Sad Eyed Lady of the Lowlands gilt für viele Musikkritiker und Fans als eine der besten Arbeiten Dylans. Die britische Musikzeitschrift Uncut setzte den Song in ihrer Liste der besten Songs von Bob Dylan auf Platz 10, Mojo listete ihn in ihrer Version sogar auf Platz 3.

## Coverversionen
- Joan Baez veröffentlichte das Lied im Dezember 1968 auf ihrer Doppel-LP Any Day Now.